# 卢天锡
卢天锡（1965年12月—），江西修水人，汉族，中国民主促进会会员。中华人民共和国政治人物、第十三届全国人民代表大会江西省代表。

## 生平
2018年，卢天锡被选为江西省出席第十三届全国人民代表大会代表。2023年1月14日，当选江西省政协副主席